# Gruppo Sinfonico Statale Ciuvascio
Il Gruppo Sinfonico Statale Ciuvascio (in russo Чувашская государственная академическая симфоническая капелла?, in ciuvascio Чăваш патшалăхĕн академи симфони капелли) è un gruppo musicale statale della Repubblica Ciuvascia, fondato nel 1967.

## Storia
Fondato nel settembre 1967, ha tenuto il suo primo concerto il 7 novembre dello stesso anno, diretto dall'artista del Popolo della RSSA Ciuvascia A. G. Orlov - Shouzm.
Su invito della Segreteria dell'Unione dei Compositori della Federazione Russa il Gruppo ha eseguito dei brani nella Sala Rachmaninov Conservatorio di Mosca, presso la Sala concerti Russia a Nižnij Novgorod, a Kazan', Tjumen', Ufa, Ul'janovsk e a Saransk.

## Repertorio
Il suo repertorio spazia fra i vari musicista classici ciuvasci e russi, quali Fëdor Pavlov, Maksimov Stepan, Anisimov Aslamas, Vladimir Ivanišin, Gregorij Hirbju, Phillip Lukin, Fëdor Vasil'ev e Timothy Fandeev.
Il 23 e 24 giugno 2013, sotto la direzione del maestro russo Maurice Jaklaškin, il Gruppo ha tenuto una dimostrazione divulgativa alla Festa nazionale delle Repubblica, per promuovere l'arte corale ciuvascia.